# Cyrtonops piceata
Cyrtonops piceata là một loài bọ cánh cứng trong họ Cerambycidae.